# 1927 en France
Chronologie de la France
- 1923
- 1924
- 1925
- 1926
- 1927
- 1928
- 1929
- 1930
- 1931

Cette page concerne l'année 1927 du calendrier grégorien.

## Événements
- 15 janvier : inauguration par Gaston Doumergue du dernier tronçon du boulevard Haussmann[1].

- 14-16 février : procès du scandale des décorations, mettant en cause le haut fonctionnaire Marcel Ruotte dans un trafic de Légion d'honneur[2].

- 8 mars : un décret de la Sacrée Pénitencerie signé par le cardinal Frühwirth excommunie les adhérents de l'Action française[3].
- 9-10 mars : crue du Lot[4].
- 12 mars : une résolution du Conseil de la Société des Nations décide de l'évacuation de la Sarre par la garnison française. La brigade mixte de la Sarre est dissoute le 30 avril et une force internationale de 800 hommes les remplace[5].

- 19 mars : Roberte Cusey est élue Miss France 1927[6].

- Avril : grève des ouvriers des chaînes de montage des usines Citroën[7]

- 21 mai : Charles Lindbergh atterrit à Paris avec le Spirit of Saint Louis après la première traversée aérienne de l’océan Atlantique sans escale en solitaire[8].

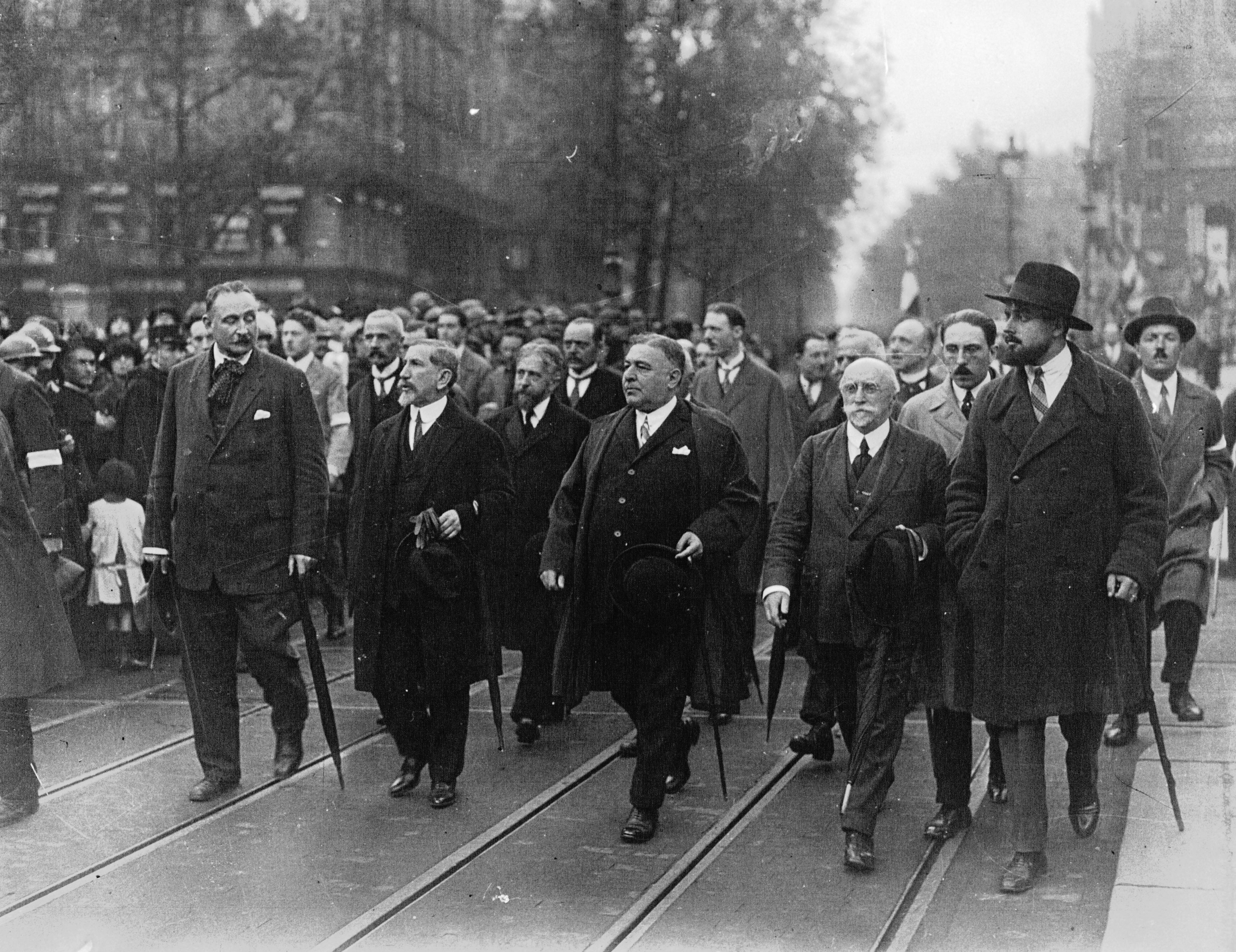
Manifestation de l'Action française a Paris a l'occasion de la fête de Jeanne d'Arc, le 8 mai 1927. En tête, Charles Maurras et Léon Daudet.

- 13 juin : arrestation de Léon Daudet, condamné pour diffamation dans l'affaire Philippe Daudet[9]. Libéré le 26 juin après l'intervention des Camelots du roi il s’exile en Belgique le 1er août[10].
- 19 juin - 17 juillet : tour de France. Le Luxembourgeois Nicolas Frantz s’impose devant les Belges Maurice De Waele et Julien Vervaecke.
- 26 juin : « évasion » de la prison de la Santé de Léon Daudet, Joseph Delest et Pierre Semard après une suite d'appels téléphoniques au directeur de la prison de Pierre Lecœur, camelot du roi qui se fait passer pour le ministre de l'Intérieur Albert Sarraut pour lui demander la libération des trois hommes par souci d'apaisement[9].

- 21 juillet : rétablissement du scrutin majoritaire uninominal à deux tours d'arrondissement[11].

- 10 août : loi sur la nationalité (trois ans de résidence nécessaires pour être naturalisé au lieu de dix)[12].
- 17 août : traité de commerce entre la France et l’Allemagne[13].

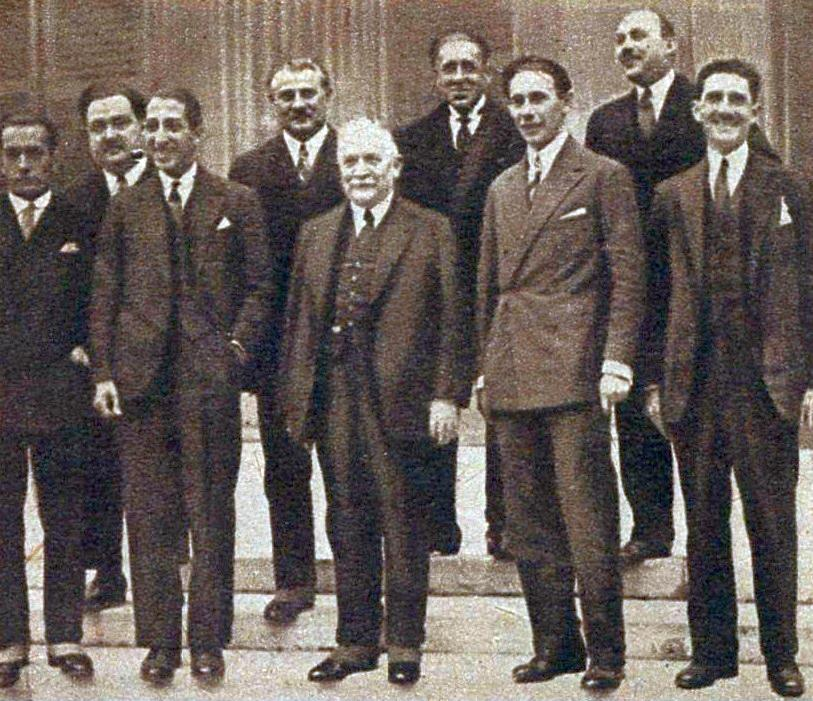
Gaston Doumergue et les quatre mousquetaires. Le Miroir des sports, 18 octobre 1927.

- 10 septembre : la France remporte pour la première fois la coupe Davis ; triomphe des Quatre Mousquetaires[14].

- 29 octobre : Édouard Daladier devient président du Parti radical-socialiste lors du congrès tenu salle Wagram à Paris[15].

- 18-26 octobre : procès de Samuel Schwartzbard, assassin de Simon Petlioura, commandant en chef du gouvernement civil ukrainien, à cause des pogroms dont il le jugeait responsable. Schwartzbard, soutenu par la Ligue contre les pogroms de Bernard Lecache, est acquitté[16].
- 5-8 novembre : une commission internationale d'archéologues se rend à Glozel pour effectuer des fouilles. Son rapport, publié le 23 décembre, conclu à « la non ancienneté de l’ensemble des documents qu’elle a pu étudier à Glozel »[17].

- 11 novembre : traité entre la France et la Yougoslavie[18].
- 26 novembre : fondation des Croix-de-Feu, mouvement d’anciens combattants, par Maurice d'Hartoy[19].

- 10 décembre : le prix Nobel de la paix est attribué au Français Ferdinand Buisson - fondateur et président de la Ligue des droits de l’homme et à l’Allemand Ludwig Quidde[20].
- 27 décembre : loi de finance accordant la gratuité dans les lycées en 6e, étendue jusqu' à la 3e l'année suivante[21].

- Première vague du bronzage : après que Coco Chanel ait exposé son visage au soleil à partir de 1923, Jean Patou lance l’huile de Chaldée la première huile solaire[22].

## Naissances en 1927
- 23 avril : Michel Barbey, acteur français
- 13 juillet : Simone Veil, femme politique. († 30 juin 2017).
- 27 juillet : Gisèle Halimi, avocate, militante féministe et politique française.
- 14 août : Roger Carel, acteur et voix d'Astérix. († 11 septembre 2020)
- 25 août : Michel Coloni, évêque catholique français, archevêque émérite de Dijon.
- 30 décembre : Robert Hossein, acteur et metteur en scène français († 31 décembre 2020).

## Décès en 1927
- 26 juin : Armand Guillaumin, peintre français.
- 7 octobre : Paul Sérusier, peintre symboliste français  (° 9 novembre 1864).